# Гадулка
Гадулка (буг. гъдулка) је традиционални бугарски гудачки инструмент.

## Опис
Позната је по називима гадулка, гудулка и г'дулка који потиче од корена који значи „правити буку, зујати”. Саставни је део бугарских традиционалних инструменталних ансамбала који се обично одржавају у контексту плесне музике. Има три, повремено четири или пет, главне жице са до шеснаест резонантних жица које је увео Минчо Недјалков. Свирачеви прсти додирују само главне мелодијске жице које никада не притиска до краја. Док се свира гадулка се држи вертикално. У добруџанском крају постоји мања варијанта инструмента без резонантних жица. Верује се да је настала од лире, византијског инструмента са гудалом из 9. века нове ере, који је предак већине западноевропских гудачких инструмената. Слични инструменти и потомци лира су наставили да се свирају на Средоземљу и у Југоисточној Европи до данас, неке сличне по конструкцији су гусле из Хрватске, Босне и Херцеговине, Србије, Црне Горе и Албаније, лира са Крита и Додеканеза, лире из Калабрије и класичне кеменце у Истанбулу.